# 美國特工 (漫畫)
美國特工，本名約翰·沃克（John Walker），是一名由美國漫威漫畫創造的超級英雄，登場於《美國隊長》和《復仇者聯盟》，由馬克·格倫沃爾德及保羅·尼瑞所創作。 他以超級愛國者的身分首次出現在《美國隊長》第323期（1986年11月）。後來，他被重新設計為美國隊長的化身，並在幾年後被任命為美國特工。
2012年，該角色在IGN的“前50名復仇者”列表中排名第29位。

## 出版歷史
約翰·沃克以超級愛國者的身份首次亮相於《美國隊長》 第323期 (1986年11月)。其後，於《美國隊長》 第333期 (1987年9月)擔任美國隊長。並在《美國隊長》第354期(1989年6月)成為美國特工。

## 人物經歷

### 起源
強納森·F·“約翰”·沃克（Johnathan F. "John" Walker）從小就崇拜在越南戰爭中戰死的哥哥麥克·沃克，所以長大後就效法去從軍，可惜的是他當兵的期間為和平時期，因此無法成為一名像哥哥那樣的戰爭英雄，導致當得知一位名為權力代理人的人物會給予別人超能力時，約翰就和朋友們透過這名神秘人士獲得了超能力。

### 擔任超級愛國者
但是此舉讓約翰負債許多，為了償還權力代理人的錢，約翰參加超人類專屬的摔跤大賽「無限級摔跤聯合會」，並由經紀公司將他打扮成「超級愛國者」來宣傳其形象。
約翰開始有公眾影響力後在某次公開場合批判美國隊長，這引來自稱是「巴奇團」(Buckies) 的美國隊長極端粉絲攻擊，結果反被約翰擊倒，甚至約翰還發表自己才更有資格成為美國隊長的言論，並要民眾選邊站投票。
美國隊長後來發現到「巴奇團」是約翰雇來，好藉此進行自導自演的戲碼，並認為這種行為不妥外也會分裂社會，更可能引來無辜人們受傷，所以出現跟約翰進行會談，好希望停止相關的偏激言行。但約翰反到不認為自己有錯，還覺得美國隊長是過時的美國象徵，開始了兩人間的對立關係。

### 成為美國隊長
不久後，史蒂芬·羅傑斯覺得自己身為美國隊長的象徵被美國政府濫用，所以選擇辭退這個愛國英雄的位置。當時所屬政府的超人類活動委員會（CSA）原本想選擇尼克·福瑞和獵鷹擔任新任的美國隊長，但考慮到福瑞的年紀太大，獵鷹則認為社會還沒準備好由一個黑人擔任美國的象徵，所以都作罷。
而正當苦惱人選時，一名經常與變種人接洽的委員會成員瓦萊麗·庫珀博士就推薦約翰成為新的美國隊長，還找來「巴奇團」的其中一人萊瑪·霍斯金斯擔任新的「巴奇」，於是一對新的愛國搭檔就此誕生，首個任務就是對抗右翼恐怖組織「看門狗」。
但是許多問題開始浮上檯面，剛開始成為美國隊長的約翰原本想效仿史蒂芬的道德觀來行事，不過作風仍相當暴力，這引來敵對勢力更強大的反擊。至於沒被選上的另外兩位「巴奇團」成員，此時就改叫做左翼份子跟右翼份子，並將新任美國隊長即約翰的秘密賣給媒體進行曝光，導致約翰父母被「看門狗」給殺害。
然而這一切都是陰謀，因為超人類委員會的會長道格拉斯·羅克韋爾（Douglas Rockwell）實際上是紅骷髏的盟友，他們打算藉由約翰不穩定的行為破壞美國隊長這個象徵的聲譽。而果不其然，約翰開始到處殺害其實也是紅骷髏成立的「看門狗」，以及那兩個「巴奇團」成員也差點被約翰給燒死，這些行為的確讓民眾開始害怕。

此時穿著黑色服裝並以「隊長」（The Captain）的身分活躍的史蒂芬得知這一切是紅骷髏的陰謀時打算來阻止。當下約翰剛好被紅骷髏部下圍攻，且紅骷髏本人更利用自己複製史蒂芬的肉體進行混淆，使得約翰認為趕過來的史蒂芬是一切的幕後黑手，直到歷經波折才知道自己被利用的約翰，就此放棄美國隊長身分，並跟史蒂芬一同開記者會澄清，結果在會場上約翰卻被暗殺。

### 成為美國特工
當然這一切都是安排好的戲碼，約翰透過假死徹底洗掉不好的紀錄，接著穿上在史蒂芬擔任「隊長」時的黑色服裝，成為「美國特工」（U.S. Agent），並以這個身分加入不少英雄團隊和處理超人類事務，但偏激的言行偶爾也會使他跟其餘超級英雄發生衝突，之後更被反派砍斷手腳並以生化義肢取代。

## 能力與裝備
美國特工擁有超人的力量、敏捷性和力量，最高可以舉起約10噸重物。他精通徒手格斗等技能，也是一位多才多藝的軍事家，接受過多種軍事訓練。在模仿大師的訓練下，他的戰鬥風格逐漸接近美國隊長。
美國特工通常身穿由汎金屬和其他合金製成的防彈衣。他的常用武器包括能量警棍、槍支、劍和由汎金屬製成的盾牌。 在繼承了美國隊長的衣缽後，他擁有了原本美國隊長的盾牌。 另外他也擁有一台能量裝置，可塑造出各種各樣的、類似實體的虛擬武器。

## 其他媒體

### 電視
- 漫威電影宇宙：由懷特·羅素飾演約翰·沃克。
  - 《獵鷹與酷寒戰士》（2021年）
  - 《無限可能：假如…？》第三季（2024年）：動畫劇集，配音演出。

### 電影
- 漫威電影宇宙：由懷特·羅素回歸飾演約翰·沃克。
  - 《雷霆特攻隊*》（2025年）
  - 《復仇者聯盟：末日之戰》（2026年）

### 遊戲
- 《漫威：未來之戰》：手機遊戲，美國特工是玩家可使用角色之一。

## 資料來源
1. ↑  DeFalco, Tom; Sanderson, Peter; Brevoort, Tom; Teitelbaum, Michael; Wallace, Daniel; Darling, Andrew; Forbeck, Matt; Cowsill, Alan; Bray, Adam. . DK Publishing. 2019: 390. ISBN 978-1-4654-7890-0.
2. ↑  . IGN. April 30, 2012  [July 28, 2015]. （原始内容存档于2016-10-21）.
3. 1 2 3 4   《美國隊長》（Captain America）第333期（1987年9月）
4. ↑   《美國隊長》（Captain America）第323期（1986年11月）
5. ↑   《美國隊長》（Captain America）第345期
6. ↑   《美國隊長》（Captain America）第347期
7. ↑   《美國隊長》（Captain America）第350-351期
8. ↑   《超級復仇者》（The Mighty Avenegrs）第35期
9. ↑   《雷霆特工隊》（Thunderbolts）第145期

## 外部連結
- （英文）美國特工 （页面存档备份，存于） at the Marvel Universe wiki